# عدن
عَدَن یکی از جنوبی‌ترین شهرهای یمن و مرکز استان عَدَن در کشور یمن در شبه جزیره عربستان است. این شهر در ساحل خلیج عدن واقع شده است.

نمای دید پرنده عدن در اطلس شهرهای جهان (Civitates Orbis Terrarum،سیویتاتس اُربِس تِراروم) اثر براون و هرنبرگ به سال ۱۵۹۰ میلادی

شغل بسیاری از مردم شهر عدن ماهیگیری و کشتی‌سازی است. عدن یکی از مهم‌ترین بندرگاه‌های یمن جنوبی است.
مورخان تاریخ پیدایش بندر یمن را تا ۵۰۰۰ سال برآورد می‌کنند. در زمان جنگ جهانی دوم انگلستان در این بندر چندین پایگاه نظامی احداث کرد و فرودگاه شیخ عثمان این شهر را برای استقرار هواپیماهای خود مورد استفاده قرار داد. بریتانیا این شهر را پایگاهی برای نظارت و کنترل بهتر اقیانوس هند و کانال سوئز می‌دانست.
بعد از جنگ جهانی دوم، انگلستان یک فرودگاه در شهر خورمکسر در نزدیکی این شهر احداث کرد و اسکادران هشتم خود را در آنجا مستقر کرد.
از زمان استقرار نیروهای بریتانیایی در این شهر، مخالفتهای مردمی با حضور انگلستان در این منطقه شکل گرفت و گسترش یافت. در نهایت در بهار ۱۹۶۷ نیروی زمینی بریتانیا این شهر را ترک و از یمن خارج شد.
در سال ۱۹۹۴ این شهر مرکز استقلال‌طلبان و مخالفان حکومت مرکزی بود و استقلال‌طلبان آن را به عنوان پایتخت کشور تازه استقلال یافته جمهوری دموکراتیک یمن معرفی کرده بودند؛ ولی با آرام شدن شرایط اجتماعی، این شهر مجدداً به کشور یمن ملحق شد.
عدن از سال ۲۰۱۵ و به دنبال درگیری‌های داخلی که طی آن صنعا به دست انقلابیون حوثی افتاد ، پایتخت دولت در تبعید یمن به رهبری منصور هادی است.

## مناطق عدن
از مناطق مهم شهر عدن، به محله «التواهی» می‌توان اشاره کرد که در آن‌جا ساختمان مرکزی سازمان اطلاعات و امنیت یمن قرار دارد.